# Caupolicana floridana
Caupolicana floridana är en biart som beskrevs av Michener och Mark Deyrup 2004. Caupolicana floridana ingår i släktet Caupolicana och familjen korttungebin. Inga underarter finns listade.